# 雞排

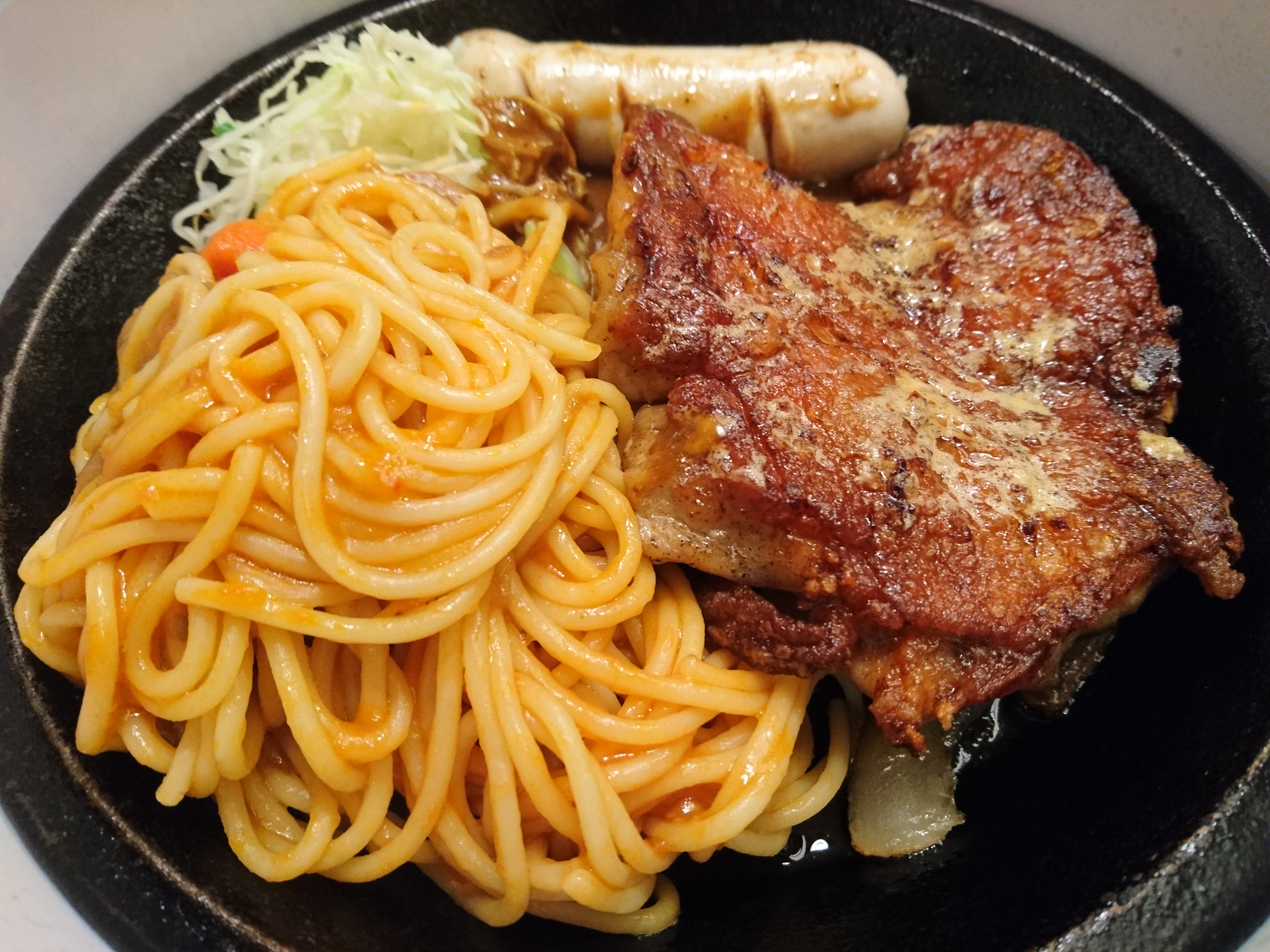
雞排意大利麵

，是塊狀的雞肉，通常是雞的胸部或腿部，為西餐中最常見的食物之一，一般來說都帶骨，口感會比較好。雞腿排的烹調方法以煎、炸和燒烤為主。蒸則最為健康。

## 雞排食品
- 香雞排
- 鹽酥雞
- 雞排飯
- 碳烤雞排
- 焗雞扒飯